# Rellen in Los Angeles 1992

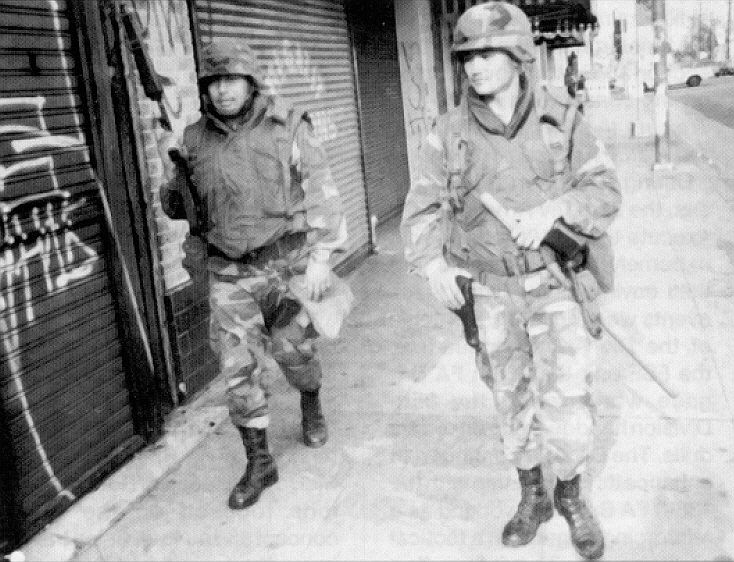
Soldaten van de 40e Infantry Division (California Army National Guard) patrouilleren in de straten van Los Angeles, april 1992

De rellen in Los Angeles in 1992, ook bekend als de Rodney King-opstand (Rodney King uprising) of de Rodney King-rellen, braken los op 29 april 1992, toen een voornamelijk blanke jury vier politieagenten vrijsprak van de mishandeling van de zwarte taxichauffeur Rodney King op 3 maart 1991, die was vastgelegd op video.

## De oorzaak

### De affaire Rodney King
Op 3 maart 1991 werd Rodney King, voorwaardelijk vrijgelaten na veroordeling voor diefstal, wegens gevaarlijk rijgedrag aangehouden door een politieagent van de Los Angeles Police Department (LAPD). Na een lange achtervolging op hoge snelheid waarbij hij een paar keer door rood licht reed, stopte King in Lake View Terrace District. De politie had een vermoeden dat King onder invloed van PCP, een drug, was. Tijdens de arrestatie werd veel geweld gebruikt door de politie. Stacey Koon, Laurence Powell, Timothy Wind en Theodore Briseño gebruikten hun stun guns en wapenstokken om King in bedwang te houden. In een later verhoor zei King dat hij bang was om terug te gaan naar de gevangenis. Het incident werd op camera vastgelegd door een omstander, George Holliday. Die tape werd uitgezonden op het lokale tv-station KTLA en later op de nationale televisie.
De vier betrokken politieagenten werden beschuldigd van buitensporig geweldgebruik tijdens de arrestatie. Omdat er zoveel aandacht aan de arrestatie was besteed in de media, werd het proces verplaatst van South Central (Los Angeles County) naar Simi Valley (Ventura County). Dit werd gedaan omdat daar een nieuwe en beter beveiligde rechtbank was. De jury werd gekozen in San Fernando Valley (Los Angeles County), een gebied met overwegend blanke en Latijns-Amerikaanse mensen. De openbaar aanklager, Terry White, was zwart. Op 29 april 1992 werden drie van de vier politieagenten vrijgesproken door een jury van tien blanken, een latino en een Aziaat. De jury kon het niet eens worden over de uitspraak voor de vierde agent.
De vrijspraak werd gebaseerd op dertien seconden van de videotape die niet uitgezonden waren op tv. Die dertien seconden waren onduidelijk. Er was te zien dat King opstond en uitviel naar Laurence Powell. Volgens de getuigenis van de agenten ging daaraan vooraf dat zij King probeerden tegen te houden, maar dat hij in staat was ze met fysiek geweld af te weren. Dat incident was niet vastgelegd op video. Gebaseerd op de getuigenis van de agenten en het nog niet eerder vertoonde beeldmateriaal werden de agenten vrijgesproken van bijna alle beschuldigingen. Alleen over Laurence Powell kon de jury het niet eens worden. Het grote publiek wist niets van de getuigenverklaring en de dertien seconden niet-uitgezonden beelden die een grote rol speelden bij de uitspraak van de jury. De agenten verklaarden dat ze uit zelfverdediging gehandeld hadden.

### Andere oorzaken
Naast de gewelddadige arrestatie van Rodney King waren er nog meer oorzaken van de rellen. Bijvoorbeeld de hoge werkloosheid in South Central, het gebied waar de rellen zich afspeelden. Datzelfde gebied was zwaar getroffen door de economische teruggang destijds. Ook het feit dat de LAPD bekendstond als racistisch speelde een rol. Daarnaast was men ontevreden over de straf die de Koreaans-Amerikaanse Soon Ja Du kreeg nadat ze Latasha Harlins, een Afro-Amerikaans 15-jarig meisje, doodgeschoten had. Du werkte in de winkel van haar echtgenoot waar ze zag dat Latasha een flesje drank in haar tas stopte. Ze zag echter niet dat Latasha met geld in haar hand richting de toonbank liep. Dat was wel te zien op de beveiligingscamera. Bij de toonbank greep Du Latasha bij haar trui met als gevolg dat Latasha Du drie keer in het gezicht sloeg. Vervolgens wilde Latasha de winkel verlaten, waarop Du een handvuurwapen onder de toonbank vandaan haalde en Latasha dodelijk in haar achterhoofd trof.
Du werd schuldig bevonden aan doodslag en kreeg een voorwaardelijke gevangenisstraf van vijf jaar, 400 uur werkstraf en 500 dollar boete. De jury had echter zestien jaar gevangenisstraf aanbevolen. Een ander punt dat meespeelde bij het ontstaan van de rellen was dat de twee grootste straatbendes van Los Angeles, de Bloods en de Crips, een wapenstilstand hadden gesloten. Ze begonnen samen te werken tegen de politie. Door meerdere observators worden (ondanks grote verschillen) duidelijke overeenkomsten gezien met de Watts Riots van 1965, waarbij eveneens arme minderheden rellen veroorzaakten als protest tegen economische ongelijkheid en rassendiscriminatie. Sinds 1965 waren de verhoudingen tussen zwarten en blanken verder verslechterd.

## De rellen
De rellen begonnen de avond van de uitspraak. Doorlopende nieuwsuitzendingen, vooral gemaakt door nieuwshelikopters, zorgden ervoor dat kijkers over de hele wereld getuige konden zijn van de rellen. Er was te zien dat grote delen van de stad in vlammen opgingen en dat winkels geplunderd werden. Voornamelijk niet-zwarte omstanders werden geslagen en relschoppers schoten op de politie. De Nationale Garde van Californië werd ingezet en er werd een avondklok ingesteld. Uiteindelijk werd ook het leger en de marine ingezet om de situatie te beheersen.
Het aantal mensen dat omgekomen is wordt geschat op 50 tot 60, met meer dan 2000 gewonden. De materiële schade wordt geraamd tussen 800 miljoen en 1 miljard dollar. Ongeveer 3600 branden werden gesticht en 1100 gebouwen vernield. Op sommige momenten was er elke minuut een brandweeroproep. Rond de 12.000 mensen werden gearresteerd, onder wie vooral jonge mensen, zowel zwart als Latijns-Amerikaans. De rellen duurden ongeveer vier dagen.

### Dag 1 (woensdag 29 april)
De vrijspraak van de politieagenten was om 15.15 lokale tijd. Om 15.45 had zich een groep van 300 mensen verzameld voor de rechtbank van Los Angeles County. Men protesteerde tegen de uitspraak van de jury. Tussen 17.00 en 18.00 kwam een groep van 24 politieagenten de demonstranten tegemoet op de kruising van Florence en Normandië. Toen de politieagenten zagen dat ze in de minderheid waren, trokken ze zich terug. Een andere groep demonstranten verzamelden zich rond 18.30 bij Parker Center, het hoofdbureau van de LAPD.
Om ongeveer 18.45 stopte Reginald Denny, een blanke vrachtwagenchauffeur, voor een stoplicht op de kruising van Florence en South Normandie Avenues. Hij werd uit zijn voertuig gesleurd en meerdere keren geslagen door een groep zwarte mannen. Op dat moment vloog er een nieuwshelikopter over die alles gefilmd had. Denny bleef bewusteloos op de grond liggen. De politie is nooit ter plaatse geweest omdat ze instructies had zich terug te trekken voor haar eigen veiligheid. Denny is later gered door Bobby Green, een Afro-Amerikaanse vrachtwagenchauffeur. Dankzij de videobeelden werd later een aantal aanvallers gearresteerd. Denny had een schedelfractuur en zijn linkeroog was verschoven. De doktoren in het ziekenhuis zeiden dat Denny nog maar een paar minuten te leven had toen hij binnengebracht was.
Op dezelfde kruising, een aantal minuten nadat Denny gered was door Bobby Green, was een andere mishandeling op video vastgelegd. Fidel Lopez, een bouwvakker van Guatemalteekse afkomst, werd uit zijn truck gehaald en beroofd van ongeveer 2.000 dollar. Een van de aanvallers sloeg hem met een autoradio en een ander probeerde zijn oor af te snijden. Nadat Lopez zijn bewustzijn verloor, spoten de aanvallers zwarte verf op zijn lichaam. Ook Lopez overleefde de aanval.
De eerste oproep voor de Los Angeles Fire Department (LAFD) kwam om 19.45. Zwarte brandstichters gooiden met bakstenen ramen in van onbewaakte gebouwen en gooiden molotovcocktails naar binnen. Auto’s werden gebruikt om kruisingen te blokkeren, anderen werden gestolen en de bestuurders mishandeld. Personeel van de brandweer en de ambulance werd beschoten. Winkels van Koreanen werden beroofd en in brand gestoken toen het donker werd. Brandweermannen werd verboden nog uit te rukken, dit om zichzelf te beschermen. Ondertussen werd elke LAPD-agent opgeroepen, maar de rellen gingen door. Tussen 18.00 en 20.00 concentreerden de rellen zich nog op South Central maar tussen 19.00 en 21.00 begon het zich uit te breiden naar Inglewood.
Om 21.00 werd het eerst nog vreedzame protest bij Parker Center ineens gevaarlijk toen de zwarte relschoppers bakstenen begonnen te gooien. Rond die tijd was de situatie in de getroffen gebieden zo verslechterd dat de buslijnen gestopt waren. Ook de aankomende vluchten op Los Angeles International Airport werden stilgelegd, omdat er op een politiehelikopter geschoten was. Politiecommissaris Daryl Gates had al kritiek gekregen op het racisme en de corruptie binnen het korps, maar werd nu nog sterker bekritiseerd toen bleek dat hij die avond aanwezig was bij een politieke geldinzameling. Bij grote rellen waren de eerste uren kritiek en was het nodig dat al het personeel aanwezig is. Om 21.45 riep burgemeester Tom Bradley de noodtoestand uit en riep hij de gouverneur Pete Wilson op om 2.000 leden van de Nationale Garde te sturen.

### Dag 2 (donderdag 30 april)
Op de tweede dag was het geweld wijdverspreid en ongecontroleerd. De Koreaans-Amerikaanse gemeenschap had een groep oud-mariniers en veteranen samengesteld om zichzelf te beschermen. Schietpartijen werden live uitgezonden op televisie. De brandweer begon weer uit te rukken onder begeleiding van de politie. De CHP (California Highway Patrol) werd per luchtbrug naar de stad vervoerd. De burgemeester voerde een avondklok in van zonsondergang tot zonsopkomst. President Bush verkondigde dat chaos in de stad niet werd getolereerd. Een reactie daarop was dat de Nationale Garde 2.000 extra mensen opriep. In de Los Angeles Times van die dag stond dat leden van de jury in het proces tegen de politieagenten hun huis hadden moeten ontvluchten vanwege de rellen.

### Dag 3 (vrijdag 1 mei)
Op vrijdag was er op televisie live te zien hoe Rodney King het volk toesprak met zijn bekende uitspraak “Can we all get along?”. Die nacht om 01.00 vroeg gouverneur Pete Wilson om federale steun maar het was niet mogelijk die te sturen. Leden van de Nationale Garde probeerden nog steeds de stad binnen te komen. Toen het donker werd, werd het gebied getroffen door een stroomstoring.
Vrijdagavond sprak president Bush het volk toe de orde te herstellen en dat hij elke soort geweld zou gebruiken die nodig was. Ook riep hij het ministerie van Justitie op om een eigen onderzoek in te stellen naar de mishandeling van Rodney King.
Veel amusement- en sportevenementen werden uitgesteld of verplaatst naar andere steden. Buurtbewoners moesten hun huizen verlaten uit angst dat de branden zich verder zouden uitbreiden.

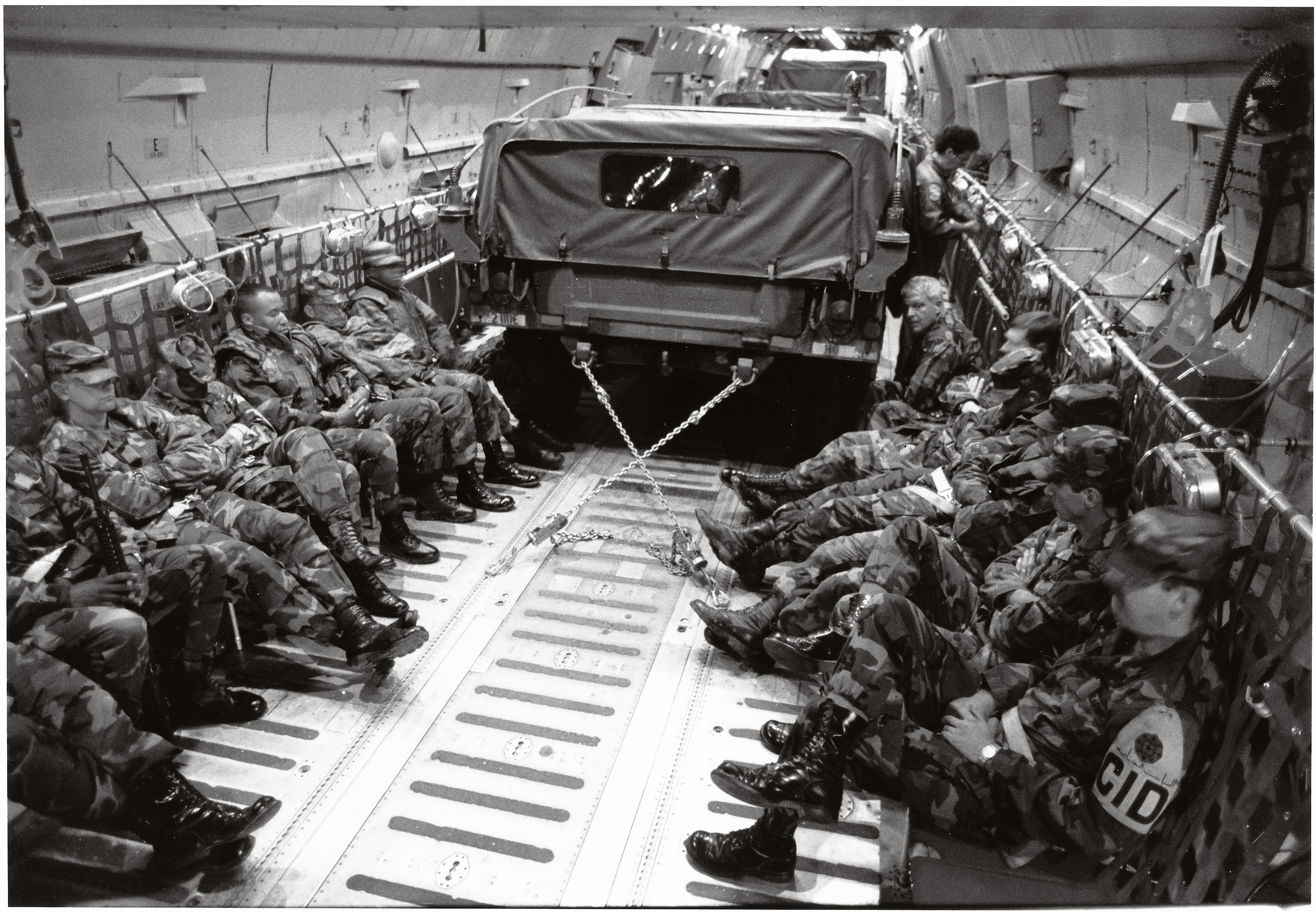
Troepen onderweg naar Los Angeles.

### Dag 4 (zaterdag 2 mei)
4.000 soldaten en mariniers arriveerden om de orde te herstellen en de demonstranten in bedwang te houden. De rust begon terug te keren toen het leger en de marine met M1 Abrams-tanks en pantserinfanterievoertuigen de stad binnenkwamen.
Tegen het eind van de dag waren de rellen onder controle. Justitie kondigde aan dat er een federaal onderzoek zou worden gedaan naar de mishandeling van Rodney King.

### Dag 5 (zondag 3 mei)
Burgemeester Bradley verzekerde de bevolking dat de crisis onder controle was.

### Dag 6 (maandag 4 mei)
Hoewel burgemeester Bradley de avondklok opgeheven had en had meegedeeld dat de rellen afgelopen waren, waren er nog wel kleine incidenten in de dagen erna. Scholen, banken en bedrijven werden weer geopend. De federale troepen bleven in de stad tot 9 mei en de Nationale Garde tot 14 mei. Sommige soldaten bleven nog tot 27 mei.
Jim Crogan, een journalist, onderzocht aan de hand van politie- en lijkschouwingsrapporten en interviews hoeveel doden er gevallen waren. Hij schreef daarover het artikel “The L.A. 53” in de LA Weekly. Volgens dit artikel waren er 35 doden gevallen door vuurwapengeweld, waarvan 8 door politiekogels en twee door de Nationale Garde. Zes mensen waren omgekomen in aangestoken branden. Relschoppers hadden twee mensen doodgeslagen en twee doodgestoken. Bij auto-ongelukken vielen zes doden. Het geweld en de slachtoffers overschreden etnische lijnen aldus Crogan: onder de doden waren 25 Afro-Amerikanen, 16 Latijns-Amerikanen, acht blanken, twee Aziatisch-Amerikanen, een Algerijn en iemand uit het Midden-Oosten. Vooral veel mannen kwamen om: 48, tegen vijf vrouwen. Verder waren er meer dan 2.000 gewonden en 12.000 mensen waren gearresteerd. De schade bedroeg meer dan 1 miljard dollar. Vooral veel gebouwen werden beschadigd of verwoest.

## De nasleep
Ongeveer een jaar na de rellen kwam de uitspraak in de federale rechtszaak tegen de politieagenten die Rodney King mishandeld hadden. Ze werden beschuldigd van schending van de burgerrechten. Het kostte de federale jury zeven dagen om tot een beslissing te komen. De hele stad wachtte gespannen af. Er werden maatregelen genomen om te voorkomen dat er weer rellen uitbraken als de uitslag ‘onschuldig’ zou zijn.
Op 17 april 1993 om 7.00 ’s morgens werd uitspraak gedaan. Twee van de vier beschuldigde agenten werden schuldig verklaard. Theodore Briseño en Timothy Wind werden vrijgesproken. Laurence Powell en Stacey Koon werden schuldig bevonden en kregen 30 maanden gevangenisstraf. Omdat de eerste uitspraak uitliep op chaos, hadden de media besloten dit keer het nieuws op een minder uitgebreide manier te brengen, om rellen te voorkomen. Alle personeel van de politie werd ingezet om 12 uur lange diensten te draaien, helikopters werden ingezet en er kwam steun van de Nationale Garde en de marine. Rellen bleven uit.
Geen van de vier beschuldigde agenten bleef nog lang bij de LAPD. Theodore Briseño is weggegaan nadat hij vrijgesproken was. Timothy Wind, die ook vrijgesproken was, werd ontslagen nadat Willie L. Williams commissaris van de LAPD werd. Laurence Powell heeft in totaal twee jaar in de gevangenis gezeten. Daarna had hij moeite een baan te vinden maar is later op een school terechtgekomen. Stacey Koon heeft ook twee jaar in de gevangenis gezeten maar kort voordat hij vrijgelaten werd, is er in november 1995 een mislukte aanslag op zijn leven gepleegd. Hij zat destijds in een ‘halfway house’, dat is een instelling waar mensen zitten als ze bijna uit de gevangenis komen. In zo’n huis hebben de gevangenen meer vrijheid. Een gewapende aanvaller wilde Koon vermoorden maar Koon was niet in het tehuis omdat het Thanksgiving was.
Na zijn vrijlating heeft Koon geprobeerd zelfmoord te plegen, maar dat is niet gelukt. Ook hij had moeite met een baan vinden. Hij werd huisman. Hij ging wonen in Castaic (Californië) waar hij exemplaren ging verkopen van zijn boek “Presumed Guilty: The Tragedy of the Rodney King Affair”.
Na de rellen kreeg King 3,8 miljoen dollar schadevergoeding. Hij gebruikte een deel van het geld om een eigen platenlabel Alta-Pazz Recording Company op te richten. Ook is hij verhuisd naar Fontana (Californië).
In 1999 werd hij weer gearresteerd wegens huiselijk geweld. In 2001 werd hij veroordeeld tot een jaar in een afkickkliniek omdat hij drie keer opgepakt was wegens gebruik van PCP en een keer wegens onzedelijk gedrag.
Op 27 augustus 2003 werd hij opnieuw gearresteerd wegens dezelfde beschuldigingen als in 1991. Hij werd verdacht van te hard rijden, rijden door rood licht en rijden onder invloed van drugs en alcohol. Op 17 juni 2012 werd Rodney King dood aangetroffen op de bodem van zijn zwembad.

## L.A. Four
Met de L.A. Four worden vier mannen bedoeld die verantwoordelijk waren voor de mishandeling van trucker Reginald Denny op 29 april 1992. Damian Williams, Henry Watson, Antoine Miller en Gary Williams waren vier Afro-Amerikaanse mannen die om racistische redenen Denny mishandelden. Later werd bekend dat er nog twee mannen, Anthony Brown en Lance Parker, bij betrokken waren. De naam werd toen veranderd in de L.A. Four+. 

### Voor de rellen
- Damian Williams is waarschijnlijk de bekendste van de zes. Hij was 19 jaar en had een strafblad voor autodiefstal en beroving, maar was nooit veroordeeld. Toen hij 16 was, was hij met school gestopt en had hij zich bij de bende The Eight Tray Gangster Crips gevoegd.
- Antoine Miller was ook 19 jaar en woonde bij Damian. Hij was eerder gearresteerd wegens joyriding. Vanwege de drugsverslaving van zijn moeder was hij opgevoed door zijn grootmoeder. Toen hij 12 jaar oud was vermoordde zijn grootmoeder zijn grootvader, waarvoor ze werd veroordeeld. Hierop nam Damians moeder Antoine in huis.
- Henry Watson was 27 jaar. Hij was ex-gedetineerde en was eenmaal gearresteerd vanwege beroving, waarvoor hij veroordeeld was tot een gevangenisstraf. Na zijn vrijlating was hij getrouwd, kreeg hij kinderen en had twee banen.
- Gary Williams was een crack-verslaafde die bij lokale benzinestations rondhing om om geld te bedelen.
- Anthony Brown was ook lid van The Eight Tray Gangsters Crips.
- Lance Parker was 26 jaar en had geen strafblad.

### Na de rellen
De mishandeling van Reginald Denny werd vastgelegd op video door een nieuwshelikopter. Na de rellen werden aan de hand van de video vier mensen geïdentificeerd. Williams, Watson en Miller werden algauw gearresteerd. Op andere videobeelden was te zien dat Williams en Watson nog andere automobilisten mishandeld hadden. Williams werd uiteindelijk beschuldigd van tien overtredingen tegen zeven slachtoffers. Watson werd beschuldigd van vijf overtredingen tegen vier slachtoffers. De vijftien overtredingen bestonden onder andere uit bedreiging met een dodelijk wapen, beroving, verminking en poging tot moord. Williams werd veroordeeld voor verminking en bedreiging, waar hij een gevangenisstraf van tien jaar voor kreeg. Watson werd veroordeeld voor bedreiging maar hij had zijn straf al uitgezeten in voorarrest. Gary Williams werd veroordeeld tot tien jaar cel en Miller tot vijf maanden.
In 1997 werd Damian Williams vroegtijdig vrijgelaten wegens goed gedrag maar op 5 december 2003 werd hij veroordeeld tot levenslang wegens moord op Grover Tinner in juli 2000. Hij komt niet in aanmerking voor vrijlating tot hij 47 jaar heeft gezeten. Antoine Miller werd op 1 februari 2004 doodgeschoten in een nachtclub.

## Filmografie
- LA 92 - Een documentaire uit 2017 van National Geographic Channel.[7]
- Kings - Een film uit 2017. Gebaseerd op de tijdlijn van dit geschiedenishoofdstuk.[8]